# Kaufkraftstandard
Der Kaufkraftstandard, kurz KKS, englisch Purchasing Power Standard, PPS, ist eine für Wirtschaftsvergleiche innerhalb der Europäischen Union verwendete fiktive Geldeinheit. Der KKS wird angewandt, um die Verzerrungen aufgrund von Unterschieden im Preisniveau verschiedener Länder auszublenden. Ein KKS entspricht dem Wert nach dem EU-Durchschnitt der Kaufkraft des Euro. Es werden Kaufkraftparitäten (KKP) ermittelt, die aus einer Mischung repräsentativer Waren und Dienstleistungen eines Landes berechnet werden.
Oft wird das Bruttoinlandsprodukt (BIP, angegeben in KKS) normiert, wobei 100 den EU-Durchschnitt darstellt. Ist der Wert größer als 100, so hat das Land (gemessen nach inländischer Kaufkraft) ein BIP pro Kopf über dem EU-Durchschnitt (und umgekehrt).